# سيتر سيتي (باركس أند ريكريشن)
سيستر سيتي (بالإنجليزية: Sister City) هي الحلقة الخامسة من الموسم الثاني من مسلسل «باركس أند ريكرييشن»، وهي الحلقة الحادية عشر من إجمالي حلقات المسلسل. وقد أزيعت لأول مرة في الولايات المتحدة على قناة «إن بي سي» في 15 أكتوبر 2009. في هذه الحلقة ترحب «ليسلي» بوفد فنزويلا الذي يُبدي عدم احترام ظاهر تجاه «باوني» والولايات المتحدة بأسرها.
كاتب هذه الحلقة هو «آلان يانج»، وأخرجها «مايكل شور». وقد ظهر «فريد أرميسن»  مقدم «ساتر نايت لايف» في دور ضيف يدعى «راؤول»، وهو رئيس وفد فينزويلا. ووفقاً لـ«تصنيفات نيلسن» فقد شاهد الحلقة 4.69 مليون أسرة، كما تلقت الحلقة الكثير من التعليقات الإيجابية.

## الحبكة
تحضر «ليسلي» (آيمي بولر) بالتعاون إدارة حدائق باوني لزيارة مسئولي إدارة حدائق مدينة بروكوا (المدينة التوأم لمدينة باوني في فينزويلا). تنبه «ليسلي» زملائها لأن الوفد الفنزويلي من الممكن أن يكون فقيراً ويتكون من أشخاص بسيطين. لاحقاً يصل الوفد الفنزويلي برئاسة نائب مدير إدارة الحدائق «راؤول»، و«أنتونيو»، و«جوني»، و«إلفيس». ومن اللحظة الأولى تظهر الصدامات الثقافية مثلما حدث عندما ظنوا خطئاً «توم» (عزيز أنصاري) الخادم وطلبوا منه حمل حقائبهم، كما ظنوا أنهم يستطيعون اختيار أي امرأة للجماع، وقد فضلوا جميعاً «دونا» (ريتا). تبادل كل من «راؤول» و«ليسلي» الخدايا خلال حفل الترحيب، وقد تعامل الفنزوليون مع سكان «باوني» بتعالٍ مشرين إلى مدينتهم وإلى الهديقة التي قدمتها «ليسلي» بطريقة مهينة. كما استمروا بتوجيه الأوامر لـ«توم» الذي جاراهم بسبب منحهم إياه بقشيشاً كبيراً.
يقع المتدرب الفنزويلي «جوني» جايسي جونزاليس في حب «آبريل لودجايت» (أوبري بلازا) التي أقنعته أنها مهيبة وقوية للغاية. يرسل «جوني» -الذي جن بها- سيارته لتقلها؛ لكنها تستخدمها للذهاب إلى السنيما مع أصدقائها. في هذه الأثناء تخبر «ليسلي» الفنزوليين أنها تبحث عن تمويل بقيمية 35,000 دولار لملء حفرة وتحويلها إلى حديثة، مما يثير ضحك «راؤول» وزملائه معلقين بأن لديهم الكثير من عائدات النفط التي تمكنهم من بناء أي شيء يرغبون فيه، مما يثير استياء «ليسلي» ويدفعها إلى التخطيط لأخذهم إلى أجمل حدائق مدينة باوني بهدف  إبهارهم؛ لكن ما يحدث أنهم يبدون الاشمئزاز، وأن راؤول يحسب أن هذه الحديقة هي الحفرة السالف ذكرها. لاحقاً تصطحبهم «ليسلي» لاجتماع عام لتريهم الديموقراطية الحقيقة عملياً؛ لكن المواطنين يوجهون الكثير من الأسئلة الغاضبة المنزعجة  إليها، مما يدفع «راؤول» إلى التساؤل عن سبب غياب الحراس المسلحين ليعتقلوا كل هؤلاء المعتصمين. عندما يخبر «راؤول» «ليسلي» بأنهم يعيشون  كالملوك ولا يردون على أي أحد تنفجر في وجهه غاضبة وتوجه الإهانات إلى ملابسهم الرسمية وإلى «هوغو تشافيز»، ويخرج الفنزوليون غاضبين.
تدعو «ليسلي» لعقد اجتماع وتقدم اعتذارها لـ«راؤول» الذي يرد عليها بالاعتذار هو الآخر ويعرض ليها شيكاً بقيمة 35,000 دولار لملء الحفرة. تتخوف «ليسلي» من احتمالية أن يكون هذا المال «غير نظيف»؛ لكنها تقبله. لاحقاً خلال التقاط بعض الصور يجهز «راؤول» لتصوير مقطع مصور ويطلب من «ليسلي» أن تقول: «تعيش فينزويلا، يعيش تشافيز»، ورغم عدم موافقتها تضطر لترديد ذلك. بعد ذلك يبدأ «راؤول» بالتحدث إلى الكاميرا بالإسبانية فتطلب «ليسلي» من «آبريل» أ تترجم لها لتعلم أن «راؤول» يتحدث عن لجنته «لإهانة وإذلال أمريكا». تقوم «ليسلي» الغاضبة بشدة بتقطيع الشيك والصراخ بـ«تحيا أمريكا»، مما دفع «راؤول» لإعلان انقطاع الصلة بين باوني ومدينته والخروج بغضب. تصر «ليسلي» على أنها ستجمع المبلغ دون مساعدتهم، ويقوم «توم» بالاقتداء بها ووضع مبلغ البقشيش كاملاً في السر في صندوق تبرعات الحديقة. تنتهي الحلقة بتلقي «ليسلي» و«توم» لمكالمة فيديو من «آبريل» التي تخبرهم بأنها و«دونا» بقضون عطلة برفقة «جوني»جايسي جونزاليس في قصره بفنزويلا الذي يحرسه حراس مسلحون.

## طاقم التمثيل
فريد آرميسين في دور رائول
كارلوس كاراسكو (ممثل) في دور أنطونيو
فيديريكو دوردي في دور الفيس
جايسي جونزاليس في دور جونى
أريك أدلشتاين في دور لورنس
جيم أوهارافي دور جيري جيرجيتش
ريتافي دور دونا ميغل

## الإنتاج

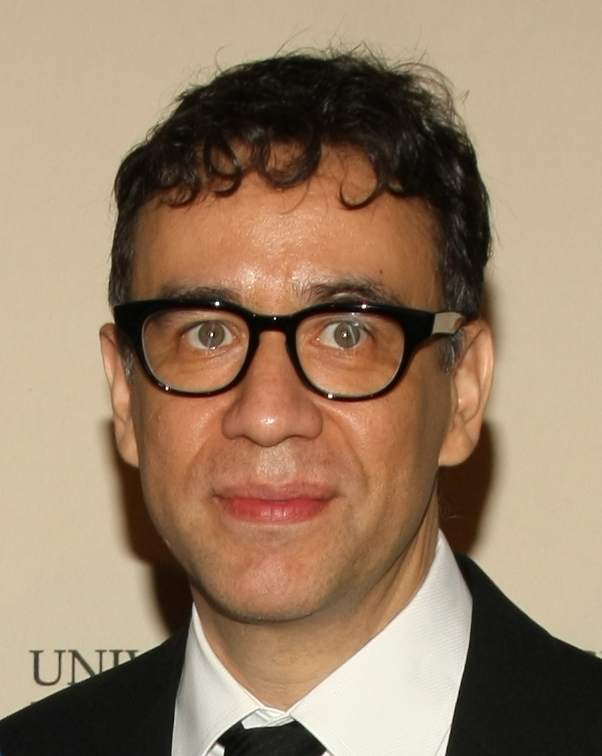
جوائز أندرس كروسبيرج / بيبودي كاري براونشتاين وفريد أرميسن حفل غداء حفل توزيع جوائز بيبودي السنوي الحادي والسبعين والدورف = فندق أستوريا في 21 مايو 2012

«سيستر سيتي» من كتابة «آلان يانج» وإخراج مايكل شور. وقد ظهر «فريد أرميسن» مقدم «ساتر نايت لايف» في دور ضيف يدعى «راؤول»، وهو نائب رئيس إحدى إدارات الحدائق الفينزويلية. وقد كان «أرميسن» أحد أعضاء فريق البرنامج الكوميدي «ساترداي نايت لايف» لدى «إن بي سي» الذي أتاح له فرصة عمل سابقة مع «بوهلر» و«شور». وقد لعب «أرميسن» سابقاً دور شخصية فنزويلية، كما قلد الرئيس الفنزويلي خلال هذا البرنامج. يقول «أرميسن» أنه تقمص الشخصية عن طريق التفكير في عمه الفنزويلي؛ لكنه قال أنه لم يكن دوراً صعباً؛ لأن «الدعابة كانت في معظمها في الزي الرسمي» الذي تضمن سترة عسكرية داكنة عليه نياشين، وقلنسوة حمراء، ووشاح بألوان العلم الفنزويلي. كما تضمن الزي على ختم خيالي من تصميم «شور» يحتوي على صورة «شافيز»، ورشاشات، وبرج بترول، ونمر، وببغاء.
يقول «شور» عن حبكة الحلقة: «إنهم مشوشون كثيراً؛ لأن الحكومة الفنزويلية قوية للغاية، وإدارة حدائقهم تتنقل مع حراسة عسكرية ومواكب وغيرها. كما أن لديهم كل المال الذي يحتاجونه بسبب النفط، ولا يفهمون سبب كون إدارة حدائق باوني مهملة للغاية.» .لقد أصبح «أرميسن» معجباً بالحلقة فور إنشائها إذ يقول أنه بدأ بالضحك فور قرائة النص، واكتشف أنها مضحكة أكثر عندما قرأها مع الفريق. . بعد العمل مع «أرميسن» تصفه «رشيدة جونز» بأنه «أحد أكثر الاشخاص ظرفاً في العالم».
خلال أسبوع من إذاعة الحلقة لأول مرة اتيحت ثلاث مقاطع محذوفة من حلقة «سيستر سيتي» على موقع «باركس أند ريكرييشن» الرسمي. وفي أول مقطع من 100 ثانية تحدث «رون» عن كرهه للاشتراكية، وتكلم «راؤول» عن أنه يخاف من شارب «رون» الذي يجعله «يرتعد من الخوف» (كان يكرر كلمة «شارب» باستمرار). في المقطع الثاني الذي امتد لدقيقة يناقش «راؤول» الميدالية التي تلقاها عن عمله المتعلق  بالحدائق، بما فيها التخلص من الأشخاص الذين يلقون خطابات في الحدائق، وتجميع القمامة لكي لا تكون متناثرة في كل مكان، والتحديق في أوراق الشجر. امتد المقطع الثالث لمئة ثانية، وقد تسائل «راؤول» والفنزويليون عن سبب عدم تعليق  «ليسلي» للوحة زيتية عملاقة لنفسها في مكتبها. وبعد مناقشته أخيرة مع «ليسلي» رفض «توم» أمر «راؤول» بفتح الباب له، وواجه «راؤول» صعوبة في فتحه لأنه «لم يفعل ذلك منذ وقت طويل».

## الثقافة

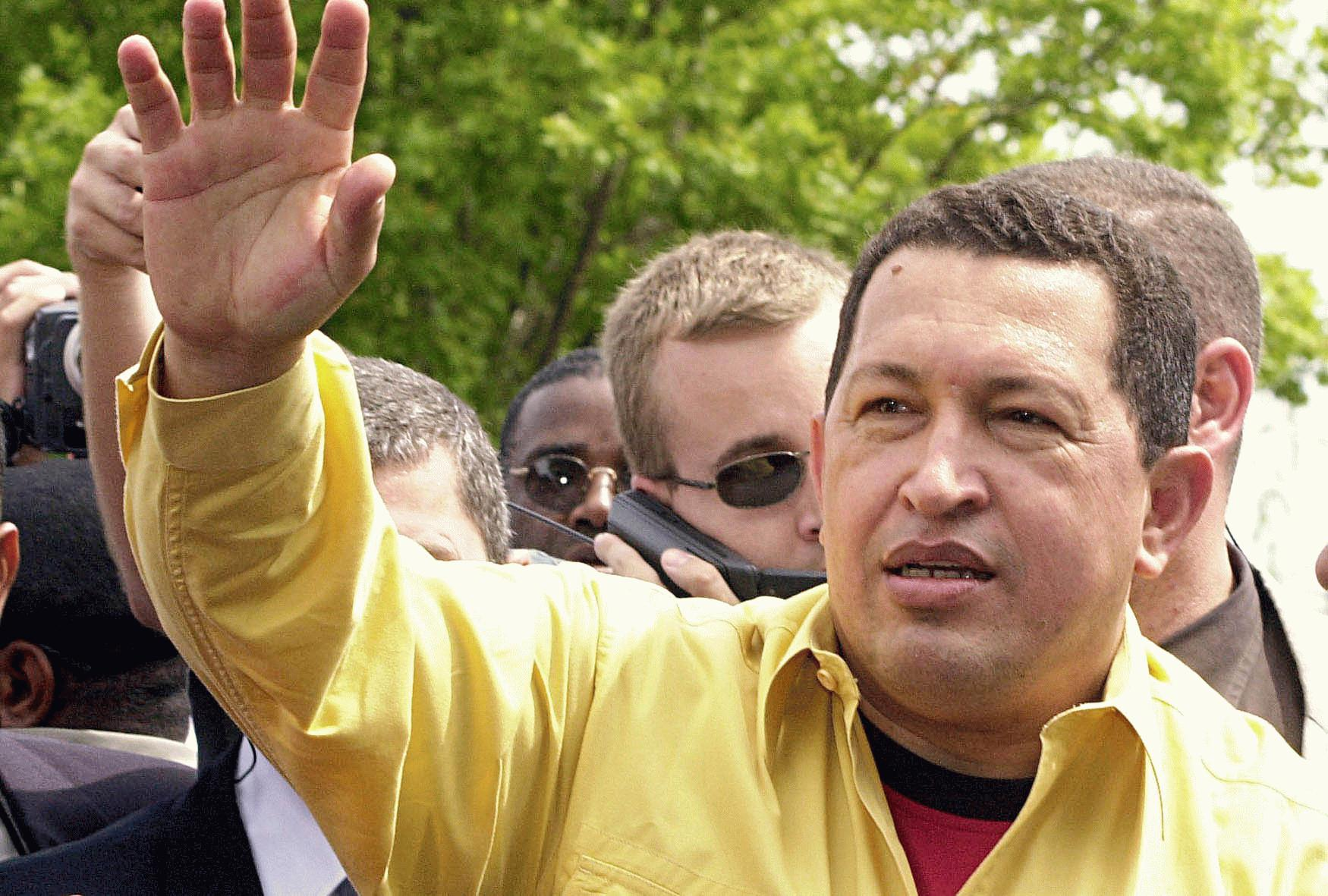
هوجو تشافيز (صورة): رئيس فينزويلا الذي ظهر بصورة سلبية في سيستر سيتي

أظهرت حلقة «سيستر سيتي» شافيز ونظامه الاشتراكي بطريقة سلبية إلى حد بعيد، فقد أظهر السيناريو الفنزوليين على أنهم متعاليين ومعاديين للأمريكيين. كما ادعوا أكثر من مرة أن باوني والولايات المتحدة أقل شأناً مقارنة بالسلطة والروعة التي اعتادوا عليها في فنزويلا. ويظهرموقفهم السلبي تجاه الأمريكيين بشكل خاص من خلال اسم وفدهم، لجنة إهانة وإذلال أمريكا. فضلا عن عبارة من أحد المندوبين التي قال فيها «هذا ليس شخصيًا. نحن فقط نعتقد أنكم ضعفاء، وأن مدينتكم مثيرة للاشمئزاز.»
أثناء حديثه عن عدد القنوات التلفزيونية التي يحصل عليها في فنزويلا قال «راؤول» إنه يعرف بالفعل من يفوز في «بروجيكت رانواي»، وهو برنامج تلفزيوني واقعي لتصميم الأزياء على شبكة برافو. وقد قالت «ليسلي» في محاولة للحفاظ على الانضباط في وجه الإهانات من الفنزويليين- إنها كانت تحذو حذو وزيرة الخارجية الأمريكية هيلاري كلينتون التي قالت عنها: «لا أحد يتعامل مع الضربات مثلها. إنها أقوى وأذكى كيس ملاكمة في العالم.». يقول «راؤول» إن مدينته هي أيضاً مدينة توأم لمدينة  كايسونغ بكوريا الشمالية، والتي قال إنها «أجمل بكثير» من باوني.

## الاستقبال
عند إذاعته لأول مرة في الولايات المتحدة عام 2009 شاهد «سيستر سيتي» -وفقاً لـتصنيفات نيلسن- 4.69 مليون أسرة، لقد كانت قطرة من حلقة الأسبوع الماضي، براكتس ديت. وحصلت «سيستر سيتي» على تصنيف 2.0 / 6 حصة بين المشاهدين الذين تتراوح أعمارهم بين 18 و49. كما تلقت الحلقة الكثير من التعليقات الإيجابية. وقد قال كاتب إنترتينمنت ويكلي هينينج فوج،  إن «سيستر سيتي» واصلت امتداد للتميز في الموسم الثاني، حيث أقامت باركس آند ريكريشن كأفضل كوميديا في إن بي سي. وقال فوج أن الحلقة سعت ايضاً إلى توسيع شخصياتها من خلال اظهار أن ليسلي ليسن بالخصم السهل، وأن توم شخص لطيف.
كاتبة سالون دوت كوم (هيذر هافريليسكي) وصفت الحلقة بأنها «كلاسيكية واضحة»، وأشادت بشكل خاص بأداء الضيف «فريد أرميسن»، وقالت إن هذه الحلقة «تستفيد من عادة الكتّاب المتزايدة لعرض كل شيء من الفضائح السياسية إلى الأحداث المحلية الضعيفة». تتطور بشكل أقل غموضاً وبثقة أكثر.  كما قال «روبرت فيلبوت» من صحيفة «فورت وورث ستار-بليجرام» إنه يعتقد أن البرنامج لا يزال يشبه إلى حد كبير مسلسل «ذا أوفيس»؛ لكن «سيستر سيتي» أظهرت أن «باركس أند ريكريشنال» لا يمكن أن تساويه بسبب عدم الارتياح الكوميدي. وقال «فاولر» من آي جي إن أن المشاعر المعادية للولايات المتحدة. التي تظهر على الوفد الفنزوليلي كانت التفاتة مضحكة. وقد حيا «فاولر» تحديداً «آرمايسن» الذي خاطر بتجنيب فريق العمل المعتاد وبالتهكم الكوميدي لـ«بلازا». لم تكن جميع المراجعات إيجابية؛ فقد قال «ايونارد بيرس» كاتب نادي آي في أنه شعر أن الموسم الثاني كان ممتازاً حتى الآن، ووصف «سيستر سيتي» بأنها «أضعف حلقة من الموسم، وربما من السلسلة بأكملها». كما وصف «بيرس» النغمات السياسية بـ «خرقاء»، وأن الفكاهة كانت أكثر من اللازم، وأن الحلقة عانت من غياب معظم فريق الدعم. 

## إطلاق أقراص دي في دي
أطلقت حلقة «سيستر سيتي»، ضمن حلقات الموسم الثاني من «باركس أند ريكريشنال»  في أربعة أقراص دي في دي في الولايات المتحدة في 30 تشرين الثاني نوفمبر 2010. وقد شملت أقراص الفيديو الرقمية المشاهد المحذوفة لكل حلقة. كما شملت مقاطع للتعليق تضم «إيمي بولر»، و«فريد أرميسن»، و«آلان يانج» و«مايكل شور».

## روابط خارجية
- ""ٍسيستر سيتي على موقع IMDb (الإنجليزية)

- Sister City في موقع باركس أند ريكريشنال الرسمي
- «Sister City» على قاعدة بيانات الأفلام على الإنترنت
- Sister City at TV.com